# Vem är skaran, som syns glimma
Vem är skaran, som syns glimma, diktad 1884, är en allhelgonapsalm av Carl Boberg (1859-1940). Melodin är komponerad 1884 av Amanda Sandborg Waesterberg (1842-1918). Texten är hämtad ur Uppenbarelseboken 7:9-10.

## Publicerad i
- Herde-Rösten 1892 som nr 504 under rubriken "Frälsta skaror"
- Svenska Missionsförbundets sångbok 1920 som nr 749 under rubriken "Det eviga livet"
- Svensk söndagsskolsångbok 1929 som nr 198 under rubriken Hemlandssånger
- Kom 1930 som nr 96 under rubriken "Hemlandssånger"
- Sionstoner 1935 som nr 244 under rubriken "Allhelgonadagen"
- Lova Herren 1988 som nr 208 under rubriken "Alla helgons dag"
- Psalmer och Sånger 1987 som nr 536 under rubriken "Kyrkoåret - Alla helgons dag"[2]
- EFS-tillägget 1986 som nr 744 under rubriken "Alla helgons dag"
- Segertoner 1988 som nr 674 under rubriken "Framtiden och hoppet - Himlen"[1]